# 베벨

베벨 (위)과 챔퍼 (아래)의 측면도

베벨형 모서리는 조각의 면에 수직이 아닌 구조의 모서리이다. 베벨(Bevel)과 챔퍼라는 단어는 사용법이 겹치는데, 일반적인 사용에서는 종종 서로 바꿔 사용되는 반면, 기술적인 사용에서는 오른쪽 그림에 표시된 대로 구별될 수 있다. 베벨은 일반적으로 안전, 내마모성, 미학; 또는 다른 조각과의 접합을 용이하게 하기 위해 조각의 모서리를 부드럽게 만드는 데 사용된다.

## 응용

### 절단 도구
대부분의 절단 도구는 그라인드를 검사하면 명백한 베벨형 모서리를 가지고 있다.
베벨 각도는 슬라이딩 T 베벨을 사용하여 복제할 수 있다.

### 그래픽 디자인

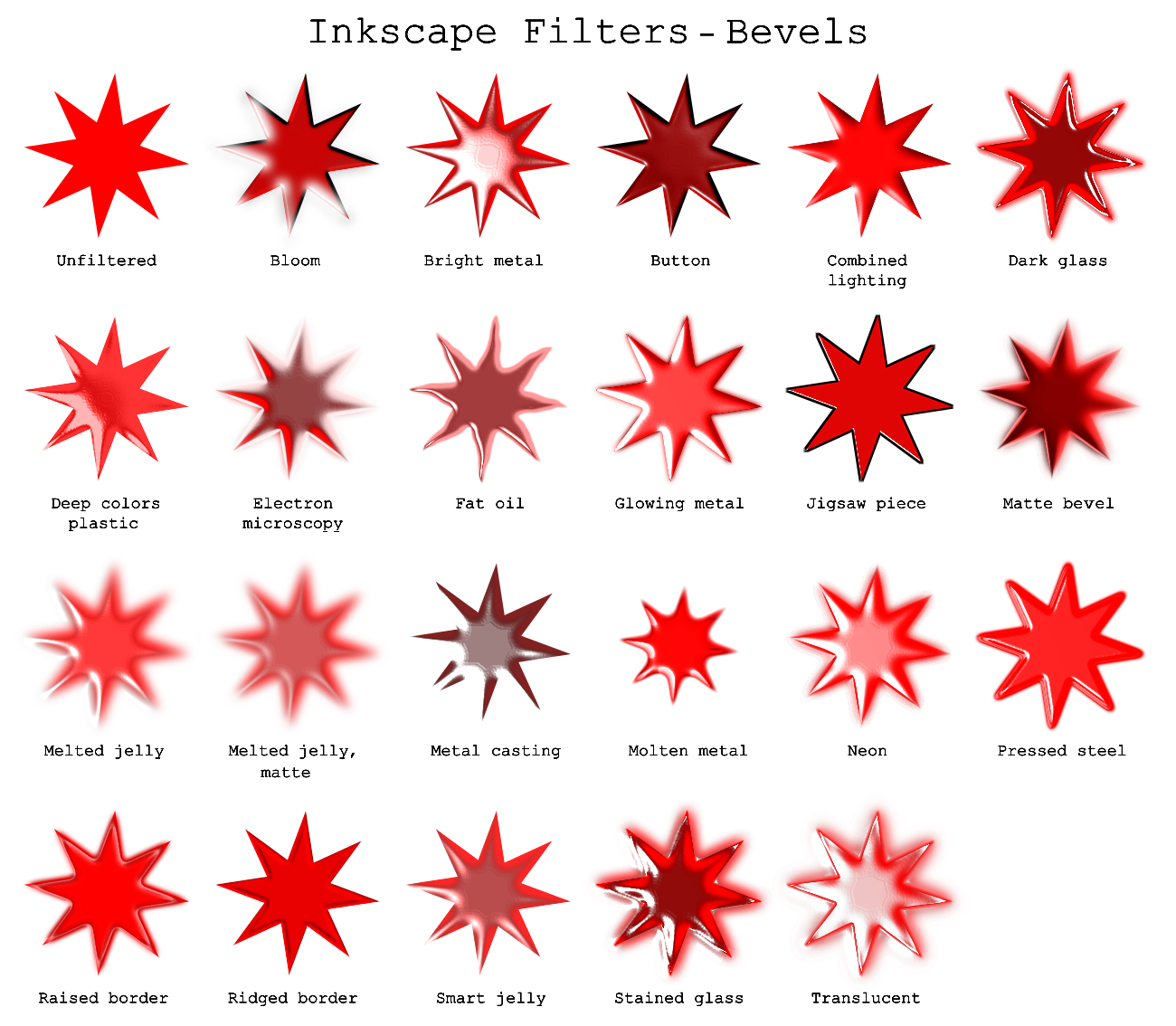
잉크스케이프의 베벨 필터

타이포그래픽 베벨은 3차원 글자의 모양을 모방하는 음영 및 인공 그림자이다. 베벨은 포토샵과 같은 그래픽 편집기에서 비교적 흔한 효과이다. 따라서 주류 로고 및 기타 디자인 요소에 널리 사용된다.

## 유리 및 거울
베벨형 모서리는 창문과 거울에 추가되는 일반적인 미적 세부 사항이다.

## 지질학
지질학자들은 서로 다른 고도의 지층으로 땅이 기울어진 경사를 베벨이라고 부른다.

## 스포츠
수상스키에서는 베벨은 스키의 측면과 바닥 사이의 전환 영역이다. 초보자는 날카로운 베벨을 선호하는 경향이 있는데, 이는 스키가 수면 위로 미끄러지게 한다.
디스크 골프에서 '베벨형 모서리'는 1983년 이노바 챔피언 디스크를 설립한 데이브 더니페이스가 특허를 받았다. 이 요소는 플라잉 디스크를 오늘날 이 스포츠에서 사용하는 멀리 날아가는 골프 디스크로 변화시켰다.

## 카드
덱의 경우, 덱 뒷면이 각지도록 상단 부분을 뒤로 밀어낼 수 있으며, 이는 카드 트릭에 사용되는 기술이다.

## 반도체 웨이퍼
반도체 산업에서 웨이퍼는 두 가지 일반적인 모서리 유형을 갖는다: 기울어진 베벨형 모양 또는 둥근 불렛 모양. 베벨형 유형의 모서리는 베벨 영역이라고 하며, 일반적으로 22도 각도로 연마된다. 웨이퍼의 베벨 재료로 완전하고 기능적인 다이를 만드는 것은 불가능하지만, 이 영역은 제조 단계 간 잠재적인 결함의 원인이 될 수 있는 웨이퍼 가장자리에서 원치 않는 마스크, 잔류물 및 필름을 제거하기 위해 제조 주기 전반에 걸쳐 정기적으로 처리된다.

## 용접
용접 전에 두꺼운 금속 조각에 베벨링 및 챔퍼링 (및 기타 프로파일)이 적용된다. 용접 이음#V-이음을 참조하라. 베벨은 판 또는 파이프에 매끄럽고 깨끗한 모서리를 제공하고 올바른 모양의 용접 (중심선 균열 방지)을 통해 분리된 금속 조각을 접합할 수 있게 한다.
단순한 베벨은 백업 스트립 (판 이음 뒤의 얇은 제거 가능한 시트)과 함께 사용할 수 있으며, 오픈 루트 용접에는 챔퍼 (및 작은 랜드)가 사용된다. 특히 두꺼운 판에는 J형 챔퍼 또는 U형 홈이 있어 사용되는 용접 필러 금속의 양을 줄인다.
십자형 이음 준비에는 각 용접이 다른 용접으로 완전 침투할 수 있도록 하는 이중 베벨이 포함될 수 있으며, 중앙의 가능한 빈 공간을 제거한다.